# Georges Leclanché

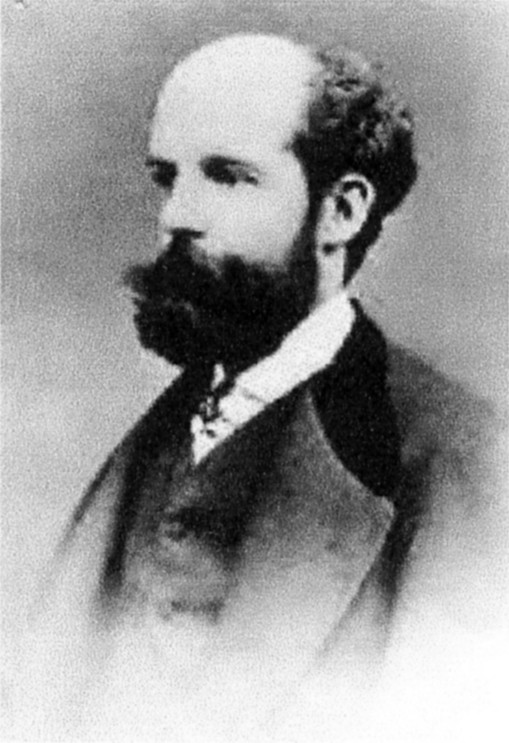
Georges Leclanché.

Georges Leclanché, född 1839 i Parmain, död 14 september 1882 i Paris, var en fransk ingenjör.
Leclanché är mest känd för att han 1877 uppfann föregångaren till brunstensbatteriet, det första batteriet utan någon vätska.

## Leclanché cellen

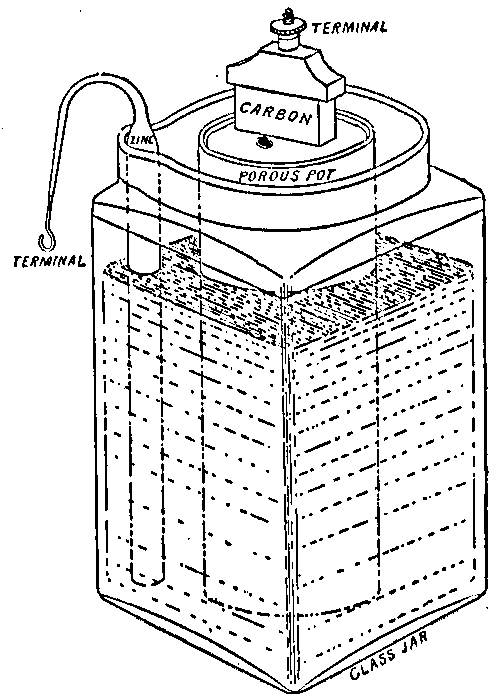
En skiss av Leclancé cellen

Leclanché uppfann sitt första "batteri" år 1866, Leclanché cellen. Den bestod av en  behållare med en elektrisk ledande lösning (elektrolyt) av ammoniumklorid med en negativ pol av zink (anod/oxidation). Den positiva polen bestod av ett poröst kärl med krossad mangandioxid  (katod/reduktion) med en nedstucken kolstav för kontakt.
Leclanché's "våtcell" (som den kallades) var föregångaren till det brunstensbatteri som användes i hela världen.
Leclanché utvecklade successivt sin uppfinning och år 1876 tillsatte han stärkelse till elektrolyten i cellen så att lösningen blir till en gel. Det gjorde cellen lättare att transportera.